# Palaemnema desiderata
Palaemnema desiderata es un insecto del orden Odonata. A algunas especies de este género se les conoce como «caballito de la sombra» por su coloración oscura y porque se encuentran en el sotobosque.

## Descripción de la especie
Las especies del género Palaemnema tienen pronunciado dimorfismo sexual: los machos son principalmente azules con marcas negras, la longitud de su cuerpo va de los 35 a los 50 mm y frecuentemente poseen en la punta de sus alas una mancha de color negro. Las hembras son más pequeñas: de 29 a 41 mm de longitud, las adultas son blancas con negro y carecen de marcas negras en la punta de las alas.
Tienen una coloración críptica y un comportamiento que los hace difíciles de ver en su medio ambiente, ya que vuelan poco y muy despacio. La biología de esta especie es muy poco conocida; sin embargo, se ha observado que son más abundantes en el verano, de mayo a agosto, y que la cópula y el desove ocurren en la madrugada y al amanecer. Además, tienen un sistema de apareamiento territorial.

## Hábitat y distribución
Es una especie nativa de México. Se distribuye en los estados de Campeche, Chiapas, Oaxaca, Tabasco y Veracruz. Se ha observado que pueden ser insectos locales, afines a los lugares con sombra. Pasan la mayor parte de su tiempo perchando en los tocones de los árboles o en las hojas, cerca del nivel del suelo. Usualmente se encuentran en los sotobosques, cerca de pequeños arroyos. Se les considera dulceacuícolas. No están en ninguna categoría de protección según la IUCN.